# Therese av Nassau-Weilburg

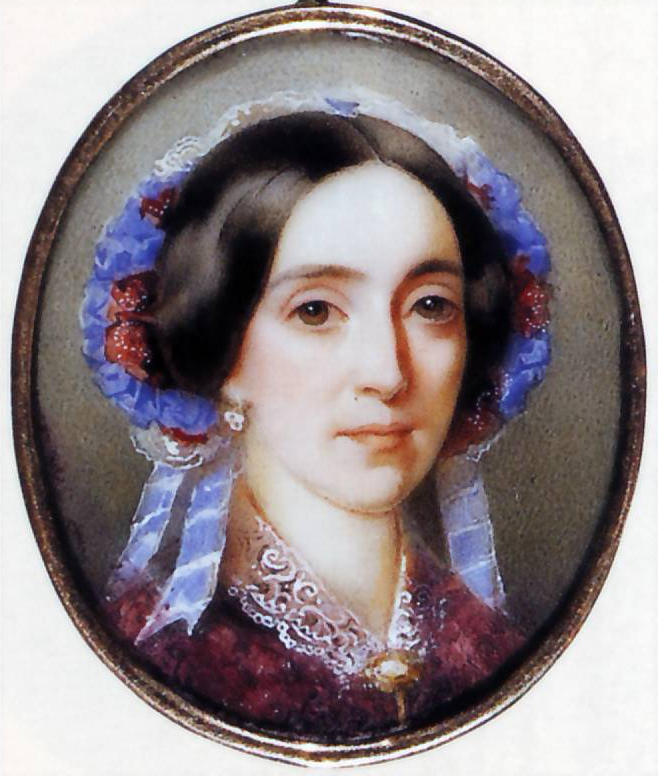
Therese av Nassau-Weilburg

Therese av Nassau-Weilburg (Therese Wilhelmine Friederike Isabelle Charlotte), född 17 april 1815 i Weilburg, död 8 december 1871 i Prag, var en filantrop, hertiginna av Oldenburg och medlem av ryska kejsarhuset; gift 1837 med hertig Peter av Oldenburg. 

## Biografi
Dotter till Vilhelm I av Nassau-Weilburg och Louise av Sachsen-Hildburghausen. Hon var halvsyster till Sveriges drottning Sofia.
Therese var liksom maken aktiv inom välgörenhet och blev 1841 beskyddare för en skola för fattiga flickor i Sankt Petersburg. År 1843 blev hon beskyddare för två härbärgen, och efter ett besök på barnsjukhuset i Warszawa samma år beslöt hon att grunda en skola för barmhärtighetssystrar i Ryssland, vilken hon invigde 1844.

## Barn
- Alexandra (1838–1900); gift 1856 med storfurst Nikolaj Nikolajevitj (1831–1891)
- Nikolaus (1840–1886); gift 1863 med Maria Bulatzelly, grevinna von Osternburg 1863 (1845–1907)
- Marie Friederike Cäcilie (1842–1843)
- Alexander av Oldenburg (1844–1932); gift 1868 med prinsessan Eugenia Romanovsky, hertiginna von Leuchtenberg (1845–1925)
- Katharine (1846–1866) död i tuberkulos
- Georg (1848–1871) död i tuberkulos
- Konstantin (1850–1906); gift (morganatiskt) 1882 med Aggripina Djaparidze, grevinna von Zarnekau 1882 (1855–1926)
- Therese (1852–1883); gift 1879 med hertig Georg von Leuchtenberg (1852–1912)